# 錫斯坦和俾路支斯坦省
錫斯坦和俾路支斯坦省（波斯語：استان سیستان و بلوچستان）是伊朗的一個省。面積181,785公里，在所有省份中排行第1。2005年人口約2,290,076，2011年人口2,534,327；首府位於扎黑丹。

## 地理位置
錫斯坦－俾路支斯坦省位於伊朗東南部；北面與南呼羅珊省為鄰，東面與阿富汗尼姆魯茲省和巴基斯坦俾路支省交界，西面與克爾曼省和霍爾木茲甘省接壤，南面瀕臨阿拉伯海。

## 歷史
伊朗當地時間2013年4月16日15时14分（UTC+4:30）发生了2013年錫斯坦－俾路支斯坦省地震，震央位于伊朗和巴基斯坦边境錫斯坦－俾路支斯坦省薩拉萬市和哈什市之间，震级为里氏7.8级。
遜尼派叛亂分子近年在錫斯坦－俾路支斯坦省發動多次襲擊。2009年10月18日，「真主旅」的一次自殺炸彈襲擊造成至少42人死亡。2013年10月25日，另一遜尼派叛亂組織「正義軍」（Jaish al-Adl）襲擊伊朗邊防部隊，14名邊防部隊人員被殺，伊朗當局隨即處死16名囚犯報復。

## 行政劃分
錫斯坦－俾路支斯坦省下設8縣；其波斯語名稱、英語譯名及漢語譯名分別如下：
| 波斯語 | 英語譯名 | 漢語譯名     |
| ------ | -------- | ------------ |
|        |          | 伊朗沙赫尔县 |
|        |          | 恰巴哈尔县   |
|        |          | 哈什县       |
|        |          | 扎布尔县     |
|        |          | 扎黑丹县     |
|        |          | 萨拉万县     |
|        |          | 萨巴茨县     |
|        |          | 尼克沙赫尔县 |